# 왓타나

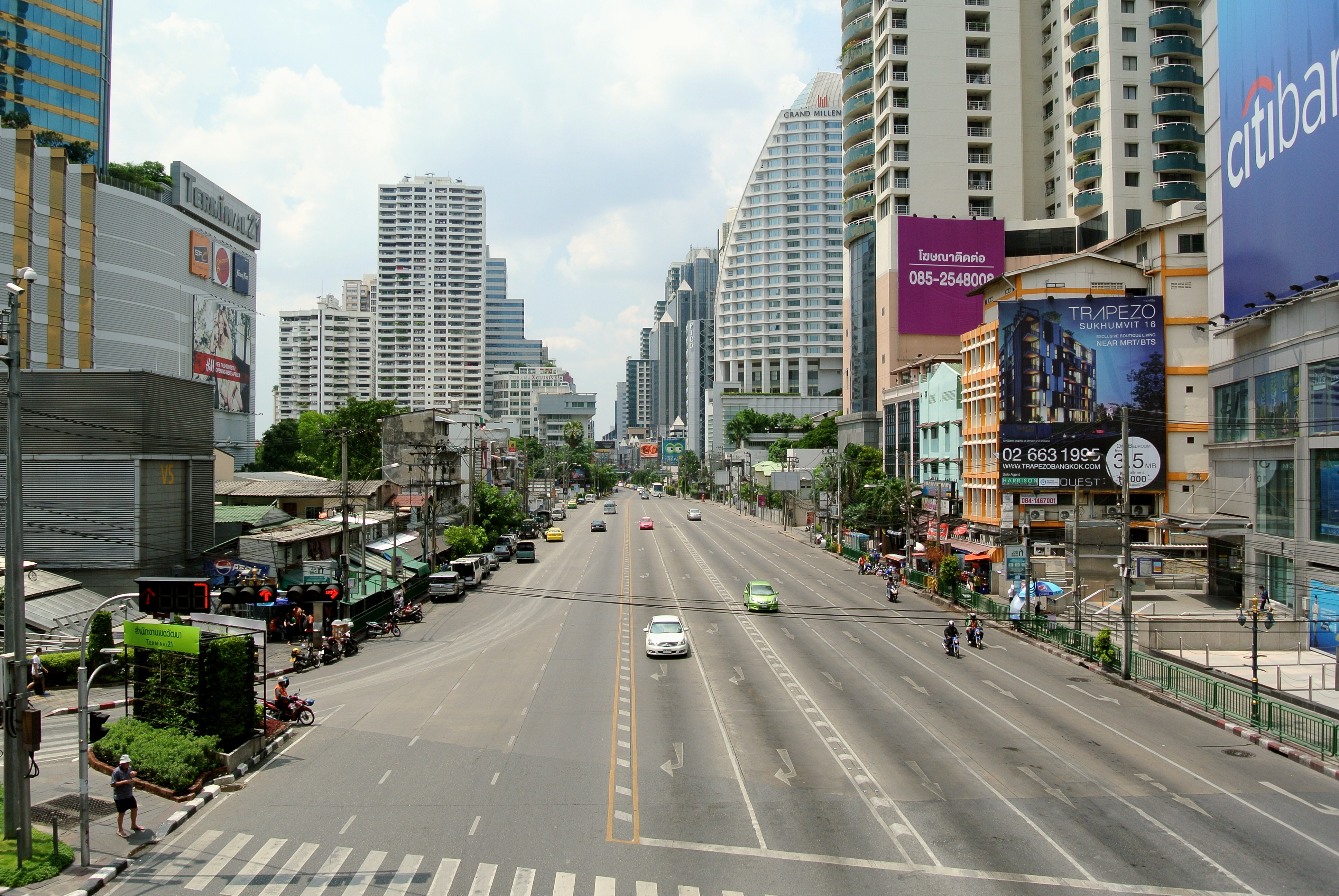

왓타나는 방콕의 행정 구역이다. 이 지역의 총 인구 수는 2017년 기준으로 84,967명이다. 인구 밀도는 6,762.19km2이다.

## 행정 구역
| 1. | Khlong Toei Nuea  | คลองเตยเหนือ | from the railway to Soi Sukhumvit 31 (Sawatdi)        |
| 2. | Khlong Tan Nuea   | คลองตันเหนือ  | from Soi Sukhumvit 31 to Soi Sukhumvit 63 (Ekkamai)   |
| 3. | Phra Khanong Nuea | พระโขนงเหนือ | from Soi Sukhumvit 63 to Soi Sukhumvit 81 (Siri Phot) |